# San Leucio del Sannio
San Leucio del Sannio è un comune italiano di 2 878 abitanti della provincia di Benevento in Campania.

## Geografia fisica
Ha una superficie agricola utilizzata (ha) aggiornata all'anno 2000, di 459,48..
Sorge su una verde collina, che si erge fra la valle del fiume Sabato e la valle del torrente Serretelle a circa 9 km dal capoluogo Benevento.

## Storia
In origine il paese si chiamava Casale de' Collinari (XIII secolo), successivamente prese il nome di San Leucio de Collina, dal nome della chiesa dedicata a San Leucio vescovo citata per la prima volta in un documento del 1158 che sorge sul punto più alto del paese e intorno alla quale sorsero le abitazioni e giù per i pendii le odierne frazioni.
Dal 1077 al 1861 fu, dunque, casale di Benevento appartenente allo Stato Pontificio. Agli inizi del XVII secolo, sorse una lite sulla spettanza di una contrada di confine detta Esquito, che il Viceré di Napoli pretendeva essere territorio del regno, aggregata a Ceppaloni.
La lotta fu aspra, ma alla fine vide la vittoria della Santa Sede.
Fu luogo di villeggiatura di Papa Pecci, quando era delegato apostolico di Benevento.
Il cardinale Stefano Borgia, governatore di Benevento, vi dimorò e scrisse la sua pregevole storia su Benevento. Dal 1861 è comune autonomo.

## Monumenti e luoghi d'interesse

### Architetture religiose
- Chiesa Madre di San Leucio Vescovo. Esistente al XIII secolo, fu ricostruita dopo il terremoto del 1688
- Chiesa di San Giovanni
- Chiesa Maria SS. della Misericordia, sita alla contrada Cavuoti. Dopo anni di completo abbandono è stata restaurata e riaperta al culto grazie alla volontà di tanti fedeli e al concreto interessamento dell'allora ministro Ferdinando Facchiano

### Architetture civili
- Palazzo Zamparelli. Costruito nel 1761 da Achille Bartolomeo Zamparelli, giurista e consigliere di Carlo III di Spagna. Ospiti del palazzo furono, oltre a Stefano Borgia e Leone XIII, il cardinale Domenico Carafa della Spina di Traetto e Luigi de Beer, governatore del principato di Benevento durante il periodo napoleonico[9]. Il palazzo, di proprietà comunale, è stato restaurato e riaperto al pubblico nel 2015.

## Società

### Evoluzione demografica
Abitanti censiti

## Amministrazione
| Periodo | Periodo   | Primo cittadino     | Partito      | Carica                  | Note |
| ------- | --------- | ------------------- | ------------ | ----------------------- | ---- |
| 1993    | 2001      | Romeo Furno         | Lista civica | Sindaco                 |      |
| 2001    | 2003      | Gino Iannace        | Lista civica | Sindaco                 |      |
| 2003    | 2004      | Bruno Pino          |              | Commissario prefettizio |      |
| 2004    | 2009      | Romeo Furno         | Lista civica | Sindaco                 |      |
| 2009    | 2012      | Carlo Iannace       | Lista civica | Sindaco                 |      |
| 2012    | 2013      | Annalisa Sorrentino |              | Commissario prefettizio |      |
| 2013    | in carica | Nascenzio Iannace   | Lista civica | Sindaco                 |      |